# Denver Film Critics Society
La Denver Film Critics Society è un'associazione americana di critici cinematografici, con sede a Denver, Colorado. Fondata nel 2010, assegna ogni anno i Denver Film Critics Society Awards (DFCS Awards).

## Categorie di premi
- Miglior film
- Miglior regista
- Miglior attore
- Migliore attrice
- Miglior attore non protagonista
- Miglior attrice non protagonista
- Miglior sceneggiatura
- Migliore fotografia
- Miglior montaggio
- Rivelazione dell'anno
- Migliore musica originale
- Miglior film in lingua straniera
- Miglior film d'animazione
- Miglior film documentario